# バードストーン
バードストーン (Birdstone) はアメリカ合衆国の競走馬、種牡馬。主な勝ち鞍に2004年のベルモントステークス、トラヴァーズステークス、2003年のシャンペンステークス。

## 戦績
- 特記事項なき場合、本節の出典はEQIBASE[1]

2002年8月2日、サラトガ競馬場のメイドン競走でデビューし、2着ボールドラヴに12馬身2分の1差をつけて勝ち上がる。続くG1競走ホープフルステークスこそシルバーワゴンの4着に終わるが、3戦目シャンペンステークスではチャペルロイヤルに2馬身2分の1差つけて重賞初勝利をG1競走で達成した。3歳初戦、ガルフストリームパーク競馬場のアローワンス競走を勝つものの、ターフウェイパーク競馬場のG2競走レーンズエンドステークスはシニスタージーから10馬身4分の3離された5着に終わり、三冠の第一戦ケンタッキーダービーも勝ち馬スマーティージョーンズから約15馬身離された8着に終わる。プリークネスステークスをパスしてベルモントステークスに向かい、レースでは7番人気だったものの無敗の二冠馬となって三冠に王手をかけていたスマーティジョーンズを差し切って三冠達成を阻止して優勝。鞍上のエドガー・プラードも、2002年に三冠を賭けていたウォーエンブレムをサラヴァで阻止して以来二度目の三冠阻止を果たした。夏のトラヴァーズステークスも早めに進出してそのまま押し切りG1競走3勝目。このころから3歳最強と目されるようになるが、秋のブリーダーズカップ・クラシックではゴーストザッパーから12馬身半差離された7着に終わり、レース後に左前球節の骨折が判明したため、引退した。

## 競走成績
以下の内容は、EQIBASEの情報および記載法に基づく。
| 出走日     | 競馬場                 | 競走名                         | 格 | 距離   | 頭数 | 枠番 (PP) | 馬番 (Pgm) | 着順 | 騎手        | 斤量（lb./kg換算） | タイム  | 着差          | 勝ち馬/（2着）馬     |
| ---------- | ---------------------- | ------------------------------ | -- | ------ | ---- | --------- | ---------- | ---- | ----------- | ------------------ | ------- | ------------- | -------------------- |
| 2002.08.02 | サラトガ               | メイドン                       |    | ダ6f   | 9    | 4         | 2B         | 1着  | E. プラード | 119/54             | 1:10.32 | 12馬身1/2     | （Bold Love）        |
| 0000.08.30 | サラトガ               | ホープフルS                    | G1 | ダ7f   | 7    | 6         | 6          | 4着  | E. プラード | 122/55.5           |         | （6馬身1/2）  | Silver Wagon         |
| 0000.10.04 | ベルモントパーク       | シャンペンS                    | G1 | ダ8.5f | 7    | 3         | 4          | 1着  | J. ベイリー | 122/55.5           | 1:44.05 | 2馬身1/2      | （Chapel Royal）     |
| 2004.02.14 | ガルフストリームパーク | アローワンス                   |    | ダ8f   | 6    | 6         | 6          | 1着  | J. ベイリー | 118/53.5           | 1:42.40 | 3馬身         | （Capejinsky）       |
| 0000.03.20 | ターフウェイパーク     | レーンズエンドS                | G2 | ダ9f   | 11   | 1         | 1          | 5着  | J. ベイリー | 121/55             |         | （10馬身3/4） | Sinister G           |
| 0000.05.01 | チャーチルダウンズ     | ケンタッキーダービー           | G1 | ダ10f  | 18   | 11        | 13         | 8着  | E. プラード | 126/57             |         | （15馬身1/4） | Smarty Jones         |
| 0000.06.05 | ベルモントパーク       | ベルモントS                    | G1 | ダ12f  | 9    | 4         | 4          | 1着  | E. プラード | 126/57             | 2:27.50 | 1馬身         | （Smarty Jones）     |
| 0000.08.28 | サラトガ               | トラヴァーズS                  | G1 | ダ10f  | 7    | 5         | 5          | 1着  | E. プラード | 126/57             | 2:02.45 | 2馬身1/2      | （The Cliff's Edge） |
| 0000.10.30 | ローンスターパーク     | ブリーダーズカップ・クラシック | G1 | ダ10f  | 13   | 7         | 7          | 7着  | E. プラード | 121/55             |         | （12馬身1/2） | Ghostzapper          |

## 引退後
引退後はゲインズウェイファームで種牡馬入りした。2008年初出走の初年度産駒のうちマインザットバードがケンタッキーダービーを、サマーバードが父子制覇となるベルモントステークスをそれぞれ制し、2010年度の種付料が3万ドルに上昇した。しかし、続くG1競走優勝馬が現れず、2020年度は10年前の6分の1にあたる5000ドルにまで低下している。そして、同年の種付けシーズン終了をもって種牡馬を引退。オールドフレンズへ移動した。

### 代表産駒
- マインザットバード - ケンタッキーダービー (G1)[10]
- サマーバード - ベルモントステークス (G1) 、トラヴァーズステークス (G1) 、ジョッキークラブゴールドカップステークス (G1)[11]

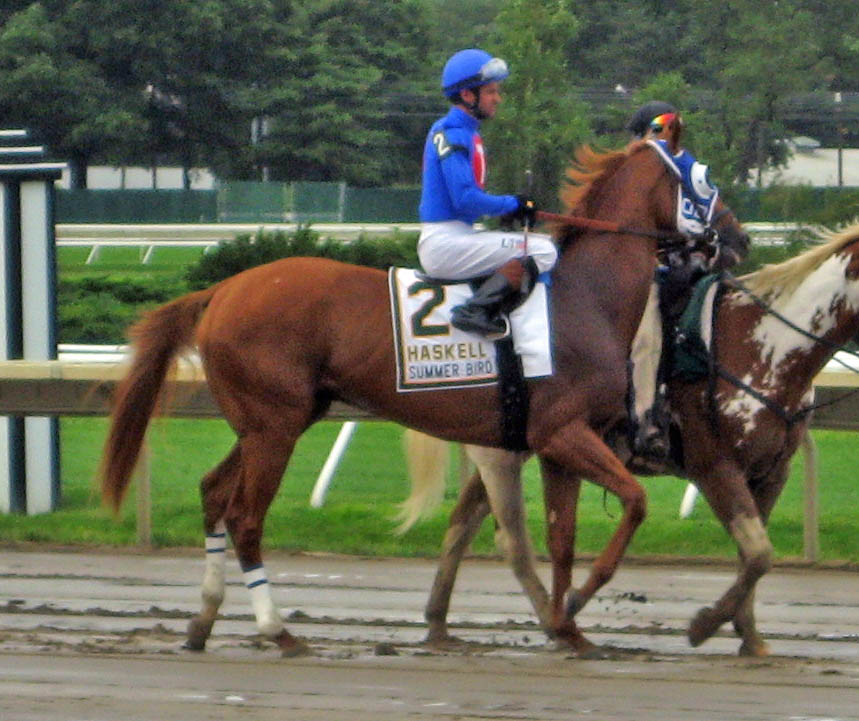
サマーバード（2006年生）

## 血統表
| バードストーンの血統      | バードストーンの血統           | バードストーンの血統     | （血統表の出典）         | （血統表の出典） |
| 父系                      | ミスタープロスペクター系       | ミスタープロスペクター系 | ミスタープロスペクター系 | [ § 2 ]          |
| 父 Grindstone 1993 黒鹿毛 | 父の父Unbridled 1987 鹿毛      | Fappiano                 | Mr. Prospector           | Mr. Prospector   |
| 父 Grindstone 1993 黒鹿毛 | 父の父Unbridled 1987 鹿毛      | Fappiano                 | Killaloe                 |                  |
| 父 Grindstone 1993 黒鹿毛 | 父の父Unbridled 1987 鹿毛      | Gana Facil               | Le Fabuleux              | Le Fabuleux      |
| 父 Grindstone 1993 黒鹿毛 | 父の父Unbridled 1987 鹿毛      | Gana Facil               | Charedi                  |                  |
| 父 Grindstone 1993 黒鹿毛 | 父の母Buzz My Bell 1981 黒鹿毛 | Drone                    | Sir Gaylord              | Sir Gaylord      |
| 父 Grindstone 1993 黒鹿毛 | 父の母Buzz My Bell 1981 黒鹿毛 | Drone                    | Cap and Bells            |                  |
| 父 Grindstone 1993 黒鹿毛 | 父の母Buzz My Bell 1981 黒鹿毛 | Chateaupavia             | *シャトーゲイ            | *シャトーゲイ    |
| 父 Grindstone 1993 黒鹿毛 | 父の母Buzz My Bell 1981 黒鹿毛 | Chateaupavia             | Glenpavia                |                  |
| 母 Dear Birdie 1987 栗毛  | 母の父Storm Bird 1978 鹿毛     | Northern Dancer          | Nearctic                 | Nearctic         |
| 母 Dear Birdie 1987 栗毛  | 母の父Storm Bird 1978 鹿毛     | Northern Dancer          | Natalma                  |                  |
| 母 Dear Birdie 1987 栗毛  | 母の父Storm Bird 1978 鹿毛     | South Ocean              | New Providence           | New Providence   |
| 母 Dear Birdie 1987 栗毛  | 母の父Storm Bird 1978 鹿毛     | South Ocean              | Shining Sun              |                  |
| 母 Dear Birdie 1987 栗毛  | 母の母Hush Dear 1978 栗毛      | Silent Screen            | Prince John              | Prince John      |
| 母 Dear Birdie 1987 栗毛  | 母の母Hush Dear 1978 栗毛      | Silent Screen            | Prayer Bell              |                  |
| 母 Dear Birdie 1987 栗毛  | 母の母Hush Dear 1978 栗毛      | You All                  | Nashua                   | Nashua           |
| 母 Dear Birdie 1987 栗毛  | 母の母Hush Dear 1978 栗毛      | You All                  | Honey Dear               |                  |
| 母系(F-No.)               | (FN:8-f)                       | (FN:8-f)                 | (FN:8-f)                 | [ § 3 ]          |
| 5代内の近親交配           | アウトブリード                 | アウトブリード           | アウトブリード           | [ § 4 ]          |
| 出典                      | 1. 2. 3. 4.                    | 1. 2. 3. 4.              | 1. 2. 3. 4.              | 1. 2. 3. 4.      |

- 半姉にバードタウン（ケンタッキーオークスなど）[3]。